# Ngalifourou
Ngalifourou (Ngabé, 1864 - 8 de junho de 1956) foi Rainha consorte de Téké de Mbe, na República do Congo , entre os anos de 1879 e 1892. E foi aliada do explorador francês Pierre Savorgnan de Brazza, durante a Segunda Guerra Mundial.

## Biografia
Nasceu em 1864, na aldeia Ngabé, próximo a Brazzaville, como Ngassié, filha de Bokapa.
Casou-se, aos 15 anos de idade, com Iloo I, Rei de Téké de Mbe, como segunda esposa. Em 1879, tornou-se a esposa principal e mudando seu nome para Ngalifourou. Sua autoridade era respeitada pelo Conselho dos Anciãos do reinado. Ficou viúva em 1892, e passou a ser a Rainha-mãe e líder espiritual do reino, onde era responsável em consagrar o novo Rei em uma cerimônia secreta. Também era a responsável pelo exército de Nkwe Mbali.
Com a chegada dos exploradores franceses a região do Congo, a rainha fez alianças com Pierre Savorgnan de Brazza, líder francês. Recebeu apoio dos franceses para lutar contra seus rivais, e deu apoio aos franceses, enviando seu exército durante a Segunda Guerra Mundial. Por esse apoio, recebeu medalhas e condecorações da Legião de Honra francesa.

Ngalifourou faleceu em 8 de junho de 1956. Seu enterro ocorreu em 1957, e estiveram presentes dignitários das colônias francesas, do Vaticano e do Congo Belga.